# Зелене (Бердичівський район)
Зеле́не  — село в Україні, у Ружинській селищній територіальній громаді Бердичівського району Житомирської області. Населення становить 87 осіб (2001).

## Географія
Селом протікає річка Білуга.

## Історія
12 червня 2020 року, відповідно до розпорядження Кабінету Міністрів України № 711-р «Про визначення адміністративних центрів та затвердження територій територіальних громад Житомирської області», територію та населені пункти Немиринецької сільської ради Ружинського району включено до складу Ружинської селищної територіальної громади Бердичівського району Житомирської області.